# John Fitch (feltaláló)

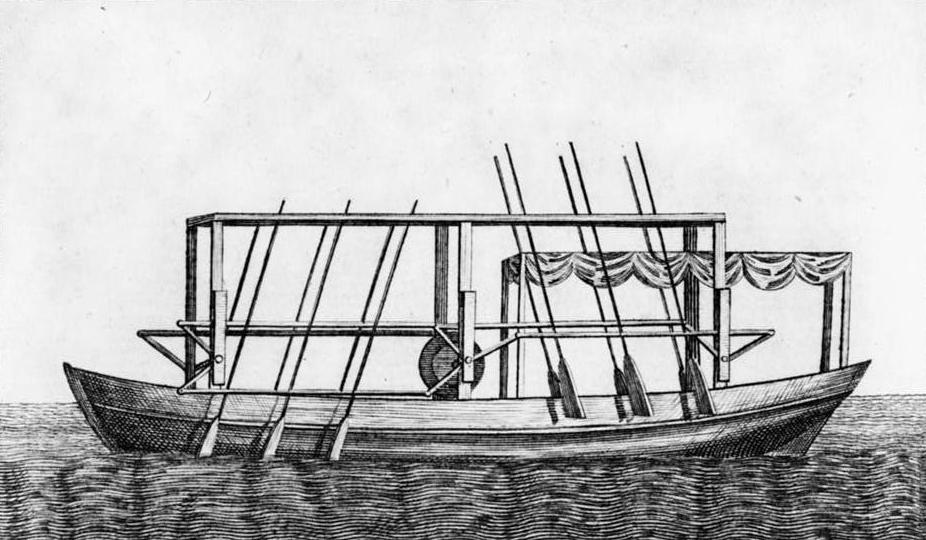
Fitch gőzhajójának tervrajza. Megjelent The Columbian Magazine 1786 december számában. James Trenchard fametszete.

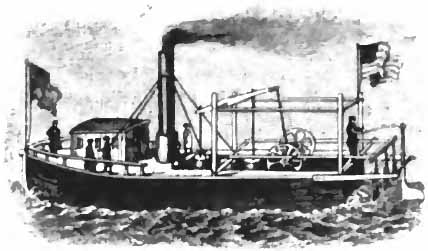
Az 1790 áprilisában, utasszállításra használt gőzhajó

John Fitch (South Windsor, Connecticut, 1743. január 21. – Bardstown, Kentucky, 1798. július 2.) amerikai feltaláló.

## Élete
Eredetileg órásként dolgozott. 1785-ben a Pennsylvania államibeli Southamptonban telepedett le, ahol nekilátott egy gőzzel hajtható hajó megtervezéséhez. Tervei kivitelében azonban senki se akarta támogatni, míg végre 1787-ben 800 dollárhoz jutott, melyen 60 tonnás hajót épített. Második, 1787-ben készített hajóját Philadelphiában az alkotmányozó kongresszus tagjai előtt is bemutatta, és 1791-ben szabadalmat kapott rá. Mivel azonban anyagi támogatás híján találmánya semmi hasznot nem hozott neki, kétségbeesett, és mivel éhhalál is fenyegette, megmérgezte magát. Megállapították, hogy találmánya megelőzte Robert Fultonét.
Fitch életrajzát Thompson Westcott (Philadelphia, 1857) és Charles Whittlesey (az American Biographyban, kiadta Sparks, 2. folyam III.) írta meg.